# Metro v Si-anu
Metro v Si-anu je souhrnné označení pro systém metra v provincii Šen-si v Čínské lidové republice, jehož jádro pokrývá hlavní provinční město Si-an a sousedící městskou prefekturu Sien-jang. K roku 2024 mělo 12 linek s 235 stanicemi a celková délka sítě byla 429,6 kilometrů.
Jako první byla uvedena do provozu Linka 2 16. září 2011, druhá Linka 1 15. září 2013 a třetí Linka 3 8. listopadu 2016. Linka 4 byla otevřena 26. prosince 2018 a od 29. září 2019 je v provozu i Letištní linka vedoucí ze Sianského severního nádraží na mezinárodní letiště Si-an Sien-jang.